# Marcelo Vega
Francisco Marcelo Vega Cepeda (født 12. august 1971 i Copiapó, Chile) er en tidligere chilensk fodboldspiller (offensiv midtbane).
Vega spillede for en lang række af de største chilenske klubber, heriblandt Colo-Colo, Unión Española, Universidad de Chile og Santiago Wanderers. Med Colo-Colo var han med til at vinde det chilenske mesterskab i 1993.
Udover tiden i hjemlandet var Rojas også i udlandet, hvor han blandt andet spillede i den amerikanske Major League Soccer for MetroStars og San Jose Earthquakes.
Vega spillede desuden 30 kampe og scorede ét mål for det chilenske landshold. Han repræsenterede sit land ved VM i 1998 i Frankrig. Her spillede han én af sit holds fire kampe i turneringen, hvor chilenerne blev slået ud i 1/8-finalen.